# مجيد بوقرة
مجيد بوقرة (باللاتينية: Madjid Bougherra). حاليا هو مدرب الفريق الوطني للمحليين وكان سابقا يعد صخرة الدفاع القوية لمنتخبه وناديه وواحد من ركائز الخضر (أحد أسماء المنتخب الوطني الجزائري).

## مسيرته الكروية
مع الأندية
-عندما بلغ السابعة من عمره، بدأت الكرة تستهويه حيث لعب مع نادي الحي القاطن به *شبمينو* ثم انتقل إلى نادي فيتمي لاقل من 14 سنة اين تكون وبرز ليكتشف من قبل أحد المناجرة الذي حرص على نقله بسرعة للإمضاء بنادي قوينون ليكون بذلك أول عقد احترافي في حياته، لكنه احتقر بنادي قوينون رغم قدراته الكبيرة ومستواه العالي، وذلك يرجع إلى تمسكه بالصوم وهو الامر الذي تمنعه تعليمات المدرب لذا فقد فكر في الرحيل وتغيير اجواء اللعب، وبذلك الخروج من فرنسا نهائيا، نحو نادي الكسندرا صاحب الدرجة الثالثة في إنجلترا، ومن ثم إلى شيفيلد وينزداي تبعه تشارلتون أثليتيك الذي تنقل منه نحو نادي غلاسغو رينجرز ويمضي فيه ذروة المواسم في مسيرته، وكان له الحظ في الحصول على الكرة الذهبية لسنة 2009 وفي موسم 2011-2012 انتقل لنادي لخويا القطري وكان من المساهمين بالفوز بدوري نجوم قطر وفي الموسم التالي موسم 2012-2013 تعرض لاصابة بداية الموسم وبعدها عاد للفريق في سبتمبر وسجل أهدافا عديدة بمشواره مع نادي لخويا.
مع المنتخب
- لدى اللاعب مجيد بوغرة 39 مشاركة مع المنتخب وسجل ثلاثة أهداف، مباراته الأولى كانت أمام زيمبابوي والذي يعود تاريخها إلى 20 يونيو 2003، وسجل هدفه الأول يوم 2 يونيو 2007 في مقابلة الجزائر والرأس الأخضر (2-2). وهدفه الثاني كاتن أمام منتخب زامبيا على أرضه وانتهى اللقاء (2-0)، وهدفه الأخير كان أمام منتخب ساحل العاج والذي أعاد المباراة في الدقيقة الأخيرة بعدما كان متخلفين (2-1) والتأهل بعد ذلك إلى النصف النهائي.
- في الدور ربع النهائي من كأس الأمم الأفريقية الأخيرة في عام 2010، كان بوغرة قد منع مهاجم تشيلسي ومنتخب ساحل العاج ديدييه دروغبا من اللعب بحرية فلم يظهر المهاجم الخطير أي مقاومة.وتكرر ذلك في كأس العالم 2010 أمام المنتخب الإنجليزي وبالضبط نجمها الأول واين روني الذي وقف له بوغرة سدا منيعا ولم يظهر روني أي مقاومة تذكر وهذا إثبات على أن بوغرة لاعب قوي وذكي.

## الأهداف الدولية
| الهدف | التاريخ        | المكان                             | الخصم        | النتيجة | الحصيلة | المنافسة                                   |
| ----- | -------------- | ---------------------------------- | ------------ | ------- | ------- | ------------------------------------------ |
| 1     | 2 يونيو 2003   | -                                  | الرأس الأخضر | 1–0     | 2–2     | تصفيات كأس الأمم الأفريقية لكرة القدم 2004 |
| 2     | 20 يونيو 2009  | -                                  | زامبيا       | 1–0     | 2–0     | تصفيات كأس العالم لكرة القدم 2010          |
| 3     | 24 يناير 2010  | ملعب شيمانديلا، كابيندا، أنغولا    | ساحل العاج   | 2–2     | 3–2     | كأس الأمم الأفريقية لكرة القدم 2010        |
| 4     | 19 نوفمبر 2013 | ملعب مصطفى تشاكر، البليدة، الجزائر | بوركينا فاسو | 1–0     | 1–0     | تصفيات كأس العالم لكرة القدم 2014          |

## حياته الشخصية
-في 7 أكتوبر 1982 ولد بوقرة في ديجون تربى على الاخلاق الحسنة والآداب الرفيعة وذلك في جو عائلته التي تتكون منه إضافة لابيه وامه واختيه واخويه وترتيبه هو ما قبل الأخير في العائلة وهذا ما اكده والده القائل ان ماجيك كما يلقبه العشاق محب للاستقرار منذ صغره وهو ما دفعه إلى عقد قرانه وهو في سن 23 سنة فقط تزوج صيف 2005 وله الآن بنتان (إيناس، ولينا) وحسب والد مجيد فإن زواج ابنه المبكر كان بدافع الاستقرار أكثر.

## معلومات عامة عن الماجيك
- يجدر بنا ذكر ان الماجيك من أكبر المعجبين باللاعب الجزائري السابق لخضر بلومي.
- يحب بوقرة كل أعضاء منتخبه المحليين والمحترفين على حد سواء.
- توج اللاعب الدولي الجزائري مجيد بوغرة، مع فريقه غلاسكو رينجرز بلقب كأس اسكتلندا بعد فوزه على فريق “فالكيرك” بنتيجة هدف لصفر.
- رفع مجيد بوقرة الكأس مع العلم الوطني الجزائري في نهاية المواجهة مثلما كان قد فعلها عند التتويج بلقب البطولة.
- لعب 37 لقاء وسجل 3 اهداف مع الخضر.
- يلعب مند 2008 مع نادي رنجرز غلاسكو صاحب ثنائية الدوري والكأس عام 2008-2009 و2009-2010.
- يلقب بالماجيك أو الساحر.

## سفير لليونيسف
- عين المدافع الدولي الجزائري لنادي غلاسغو رانجرز الإسكتلندي مجيد بوقرة سفير النوايا الحسنة للصندوق الأممي للطفولة (اليونيسيف)، حسبما أكده مكتب المنظمة الأممية بالجزائر.

## إنجازاته

### النادي
- الدوري الاسكتلندي الممتاز:2008-2009,2009-2010,2010-2011
- كأس اسكتلندا الممتازة:2009.
- كأس الرابطة الاسكتلندية: (2):2011,2010
- دوري نجوم قطر:2011-2012، 2013-2014
- كأس سمو ولي عهد دولة قطر: 2013.
- كأس العرب 2021 للمنتخبات (مدرب)

### دوليا
- نصف النهائي كأس الأمم الأفريقية 2010.(المركز الرابع)
- التأهل لكأس العالم 2010 بجنوب أفريقيا.
- التأهل لكأس العالم 2014 بالبرازيل بفضل هدفه في مرمى بوركينافاسو.

### فرديا
- جائزة أفضل لاعب عربي:2009 [2]، 2010 [3] في استفتاء مجلة «الحدث الرياضي» اللبنانية
- الكرة الذهبية لأفضل لاعب جزائري:2009 [4]، 2010 .
- اختير في التشكيلة الأفريقية المثالية للسنة:2010 [5][6]
- اختير في التشكيلة المثالية لكأس أمم إفريقيا 2010 انغولا [7]
- أفضل لاعب عربي:2009 في استفتاء "جريدة الهداف" الجزائرية [8]
- أفضل لاعب عربي:2009 في استفتاء موقع (العربية. نت) ''قناة العربية '' [9][10]
- أفضل لاعب عربي محترف في أوروبا: 2010 في استفتاء برنامج ''صدي الملاعب''التابع لقناة ام بي سي[11]
- أفضل رياضي جزائري:2010 [12][13]
- الكرة الذهبية لموقع دي زاد فوت: 2009، 2010
- أفضل لاعب بغلاسغو رينجرز: 2009.
- التشكيلة المثالية للدوري الإسكتلندي: 2009، 2011
- أفضل هدف في الدوري الإسكتلندي عام:2010

## وصلات خارجية
- مجيد بوقرة على موقع الاتحاد الدولي (مؤرشف)  (الإنجليزية)
- مجيد بوقرة على موقع قاعدة بيانات كرة القدم.إي يو (الإنجليزية)
- مجيد بوقرة على موقع ليكيب (الفرنسية)
- مجيد بوقرة على موقع ناشيونال فوتبول تيمز (الإنجليزية)
- مجيد بوقرة على موقع Soccerbase.com (لاعب) (الإنجليزية)
- مجيد بوقرة على موقع Soccerway.com (الإنجليزية)
- مجيد بوقرة على موقع عالم كرة القدم.نت (الإنجليزية)
- مجيد بوقرة على موقع كووورة
- مجيد بوقرة على موقع AS.com (الإسبانية)
- البطاقة الشخصية